# Hevossaari (Kotka)
Pour les articles homonymes, voir Hevossaari.
Hevossaari est une île de l'archipel de Kotka dans le golfe de Finlande en Finlande,.

## Géographie
Hevossaari a une superficie de 42,4 hectares et sa plus grande longueur est de 1,2 kilomètre dans la direction nord-sud.
Hevossaari est voisine de Martinkari, de Lehtinen et de Mussalo.